# Coomotor
La Cooperativa de motoristas del Huila y Caquetá Limitada, más conocida como Coomotor, es una empresa colombiana de transporte terrestre con sede en Neiva (Huila), fundada el 24 de marzo de 1961.
Se encuentra enclavada en el centro-sur de Colombia. Cuenta con un parque automotor de ochocientas unidades entre buses, microbuses, busetas, mixtos, taxis, camionetas, camiones y camperos, con los cuales cubre las rutas y horarios en once departamentos, esta vigalada por la Superintendencia de Transporte.
En 2023 fue la cuarta empresa más grande del sector en Colombia, en termino de ventas de tiquetes.

## Historia
Coomotor nació el 26 de septiembre de 1960 y obtuvo su personería jurídica el 24 de marzo de 1961, con un capital de $100.000.00 y un número de cincuenta asociados; esto aconteció por iniciativa de once personas.
El 13 de diciembre de 2012, Coomotor se convierte en la primera empresa colombiana en operar buses de 2 pisos denominado para ese servicio como Navette XL, inicialmente cubriendo las rutas Neiva - Bogotá - Neiva, iniciando operaciones con 2 unidades Double Decker. 
A mediados de julio de 2013, inauguran la ruta Neiva - Medellín - Neiva con 3 unidades más Double Decker, llegando a un total de cinco unidades, y a principios del 2014 inauguran la ruta Bogotá - La Plata - Bogotá con otras 3 unidades más Double Decker llegando a un total de 8 buses de dos pisos.
Cabe anotar que Coomotor aparte de prestar el servicio urbano en la ciudad de Neiva, también lo presta en el municipio de Garzón, en el departamento del Huila.